# Rotigotina
A rotigotina, vendida no Brasil sob a marca Neupro, é um agonista de dopamina da classe de não ergolínicos, indicada para o tratamento da doença de Parkinson e da síndrome das pernas inquietas. Formulada como um adesivo transdérmico, sua aplicação única diária permite uma entrega lenta e constante do medicamento ao longo de 24 horas.
Como outros agonistas de dopamina, a rotigotina demonstrou efeitos antidepressivos, podendo ser útil também no tratamento da depressão.

## Histórico
Inicialmente desenvolvido na Universidade de Groningen em 1985 como N-0437, A Aderis Pharmaceuticals adquiriu o direito da rotigotina e continuou seu desenvolvimento para comercialização.  Em 1998, a Aderis licenciou globalmente a rotigotina para a Schwarz Pharma desenvolver e comercializar o produto. A Schwarz concluiu a aquisição dos direitos totais da rotigotina da Aderis em 2005, sendo adquirida pela UCB SA em 2006.
A rotigotina foi autorizada como tratamento para a síndrome das pernas inquietas em agosto de 2008 pelo FDA americano. No Brasil, no entanto, a ANVISA aprovou sua indicação apenas para o tratamento da Doença de Parkinson idiopática.

## Reação adversas
As reações adversas gerais da rotigotina podem incluir constipação, discinesia, náusea, vômito, tontura, fadiga, insônia, sonolência, confusão e alucinações. Complicações mais sérias podem incluir psicose e distúrbios do controle dos impulsos, como hipersexualidade, punding e jogo patológico. Reações cutâneas adversas leves no local de aplicação do adesivo também podem ocorrer.

## Farmacologia
A rotigotina é um agonista não seletivo dos receptores de dopamina D1, D2, D3 e, em menor extensão, D4 e D5, com maior afinidade pelo receptor D3. Assim, em termos de afinidade, a rotigotina tem seletividade 10 vezes maior para o receptor D3 em relação aos receptores D2, D4 e D5; e seletividade 100 vezes maior para o receptor D3 em relação ao receptor D1. Contudo, em estudos funcionais, a rotigotina se comporta como um agonista pleno de D1, D2 e D3, com potências semelhantes (EC50). Sua capacidade de ativar os receptores  D1, D2 é semelhante à apomorfina e à pergolida, mas não ao pramipexol e ao ropinirol.